# Frederik L. Schodt
Frederik L. Schodt (22 gennaio 1950) è un traduttore, scrittore e interprete statunitense.
Ha contribuito, tramite le sue traduzioni ed i suoi saggi, alla diffusione nel mondo occidentale dei manga.

## Biografia
Schodt, in quanto il padre era nel servizio militare estero degli Stati Uniti, crebbe in Norvegia, Australia e Giappone. La famiglia andò in quest'ultimo Paese per la prima volta nel 1965 quando Schodt aveva quindici anni. Se ne andarono nel 1967, ma egli rimase per diplomarsi alla scuola americana di Tokyo nel 1968. Dopo essere entrato nell'università della California, a Santa Barbara, nel 1970, tornò in Giappone e studiò intensamente la lingua alla International Christian University (ICU) per un anno e mezzo, per poi tornare a Santa Barbara e laurearsi nel 1972. Dopo aver condotto una vita da bohémien, districandosi in una varietà di lavori e viaggi, divenne una guida turistica a Los Angeles per i turisti giapponesi, accompagnandoli anche in Canada e in Messico. Dopo aver cercato di fare l'interprete per un gruppo una volta a Sunkist, si rese conto che poteva diventare un vero e proprio traduttore, ma aveva bisogno di ulteriore addestramento. Nel 1975, venne premiato con una borsa di studio dal Ministero della Pubblica Istruzione giapponese, per tornare a I.C.U. e studiare traduzione e interpretariato. Terminati i suoi studi presso nel 1977, iniziò a lavorare nel dipartimento di traduzione di Simul International, a Tokyo. A metà del 1978, tornò negli Stati Uniti e da allora lavora a San Francisco come scrittore freelance.
Mentre era a Tokyo nel 1977, alcuni amici universitari lo indirizzarono alla Tezuka Productions ed ottenne il permesso di tradurre la saga de La fenice in inglese.
Schodt è noto nei fandom manga e anime per le sue traduzioni delle opere di Osamu Tezuka come, oltre la sopracitata serie, Astro Boy, Lady Oscar  di Riyoko Ikeda, Gen di Hiroshima di Keiji Nakazawa,  The Four Immigrants Manga  di Henry Yoshitaka Kiyama e altri.
Il suo libro più conosciuto è Manga! Manga! The World of Japanese Comics, pubblicato nel 1983 e ristampato più volte, con una introduzione di Tezuka. Vincitore del Manga Oscar Awards nel 1983 e del Premio culturale Osamu Tezuka nel 2000 di Asahi Shimbun per il suo eccezionale contributo all'apprezzamento dei manga in tutto il mondo, è stato uno dei primi saggi sugli anime e manga adottati nelle Università statunitensi.

## Onorificenze
- 1983 - Japan Cartoonists Association's Manga Oscar, Premio Speciale, per Manga! Manga! The World of Japanese Comics.
- 2000 - Premio culturale Osamu Tezuka, Premio Speciale per il contributo eccezionale all'apprezzamento dei manga in tutto il mondo.[3][4]
- 2009 – 旭日小綬章. Ordine del Sol Levante, Raggi in Oro con Rosetta.[5][6][7]
- 2009 - Ministero degli affari esteri International Manga Award, Categoria Speciale, per aiutare a promuovere i manga all'estero.[8]
- 2013 - Circus Historical Society's Stuart Thayer Prize per l'operato eccezionale fatto con Professor Risley and the Imperial Japanese Troupe.
- 2016 - Ranald MacDonald Award for Lifetime Achievement, per il lavoro svolto con Native American in the Land of the Shogun: Ranald MacDonald and the Opening of Japan.
- 2017 - Japan Foundation Award.

## Opere selezionate
Schodt ha scritto sette saggi, tradotto svariati romanzi e manga e pubblicato diversi articoli per periodici quali Mainichi Daily News, The Japan Times, Anzen, Mangajin, Japan Related, Animag, Animerica ed altri.
Template:Dynamic list
- Manga! Manga! The World of Japanese Comics. Kōdansha International, 1983.
- Inside the Robot Kingdom: Japan, Mechatronics, and the Coming Robotopia. Kodansha International, 1988. (ISBN 0-87011-854-4)
- America and the Four Japans: Friend, Foe, Model, Mirror. Stone Bridge Press, 1994.
- Dreamland Japan: Writings on Modern Manga. Stone Bridge Press, 1996.
- Native American in the Land of the Shogun: Ranald MacDonald and the Opening of Japan. Stone Bridge Press, 2003.
- The Astro Boy Essays: Osamu Tezuka, Mighty Atom, and the Manga/Anime Revolution. Stone Bridge Press, 2007 (ISBN 978-1933330549)
- Professor Risley and the Imperial Japanese Troupe. Stone Bridge Press, 2012 (ISBN 978-1-61172-009-9)
- Astro Boy (traduzione)
- La fenice (traduzione)
- Pluto (traduzione)
- Ghost in the Shell (traduzione)
- The Osamu Tezuka Story (traduzione)
- Lady Oscar (traduzione)